# Famille de Fornier (Ariège)
Pour les articles homonymes, voir Familles Fornier et Fornier.
La famille de Fornier, anciennement Fornier, est une famille subsistante de la noblesse française originaire d'Ax-les-Thermes, dans l'ancien comté de Foix, actuel département de l'Ariège. Elle donna trois branches : les Fornier de Garanou qui furent la branche aînée, une branche cadette qui eut deux rameaux, les Fornier de Savignac et les Fornier de Clauselles, et la branche d'Orlu. De nos jours seul subsiste le rameau Fornier de Savignac qui fut maintenu noble en 1707.

## Histoire
Cette famille a pour berceau la ville d'Ax-les-Thermes dans l'Ariège, où elle appartenait à la plus ancienne bourgeoisie de la ville,. Des sources récentes indiquent que la famille Fornier qui donna les branches de Savignac, d'Orlu et de Garanou est issue de marchands à Ax-les-Thermes, et que Hierosme Fornier, procureur du roi à la fin du XVIe siècle, a pour ancêtre Fornier, marchand d'Ax en 1402.
Ses membres y occupaient dès le XVe siècle des fonctions municipales. Le premier membre connu de la famille est Pierre Fornier, cité en 1453, habitant Ax-les-Thermes,. On lui attribue deux fils : Bernard auteur de deux branches (aînée et cadette) de la famille de Fornier, et Pierre, seigneur de Sauzils, auteur d'une famille Fornier de Sauzils fixée à Carcassonne, et dont une famille Fornier de Violet revendique en descendre.
Aux XVIe siècle et XVIIe siècle plusieurs de ses membres occupent à Ax-les-Thermes des fonctions de consuls et de  conseiller du roi et son procureur en la ville d'Ax.
Hiérosme Fornier, docteur et avocat, seigneur de Garanou, est viguier royal de la souveraineté d'Andorre en 1659.
Les deux branches ne tardèrent pas à s'agréger à la noblesse mais lors des recherches des faux nobles ordonnées par Louis XIV au XVIIe siècle, les Fornier furent condamnés comme usurpateurs de noblesse le 14 novembre 1666 par jugement de Pellot intendant de la généralité de Bordeaux, le 29 novembre 1697, les 30 et 31 juillet 1698 et le 3 janvier 1699 par jugements de Sanson puis de Pelletier de la Houssaye, intendants de la généralité de Montauban.
Le 23 novembre 1707, ils furent maintenus nobles par Legendre, intendant de Montauban, sur la présentation d'une série de titres faux qui les faisaient descendre d'un Bernard de Fornier, mentionné en 1539 et auteur des Fornier de Sauzils, et d'un jugement de maintenue de noblesse rendu le 13 novembre 1669 par M. Bazin de Bezons, intendant du Languedoc, en faveur de leur prétendu parent, François Fornier, sgr de Sauzils et de la Croisille, véritable descendant de Bernard de Fornier.
Jean-François Fornier de Clauselles (1763-1843) est maire d'Ax-les-Thermes (1800 à 1813) puis de Foix (1815), conseiller général et député (1815 à 1821) de l’Ariège, chevalier de la Légion d'honneur, titré vicomte en 1829.
Jean-Pierre Fornier de Savignac (1764-1837) est préfet de l'Ariège en 1815, chevalier de la Légion d'honneur et député sous la Restauration.

## Branches

### Branche aînée
La branche aînée, Fornier de Garano, s'est éteinte avec Jacques-Jérôme Fornier de Garanou (1739-1790) qui prit part aux assemblées de la noblesse tenues à Pamiers lors des États Généraux de 1789 et qui eut plusieurs filles et un fils Joseph-Jérôme né en 1768 et qui semble être mort sans alliance,.

### Branche cadette
La branche cadette, issue de Hiérosme Fornier, bourgeois d'Ax, qui fait son testament le 21 mars 1573. Ses deux fils, noble Hiérosme Fornier, bachelier ès-droits, procureur du roi et de la reine de Navarre, et sire Guillaume Fornier, bourgeois d'Ax, passèrent un acte de partage le 21 janvier 1578 et furent les auteurs des rameaux Fornier de Savignac et Fornier de Clauselles,.

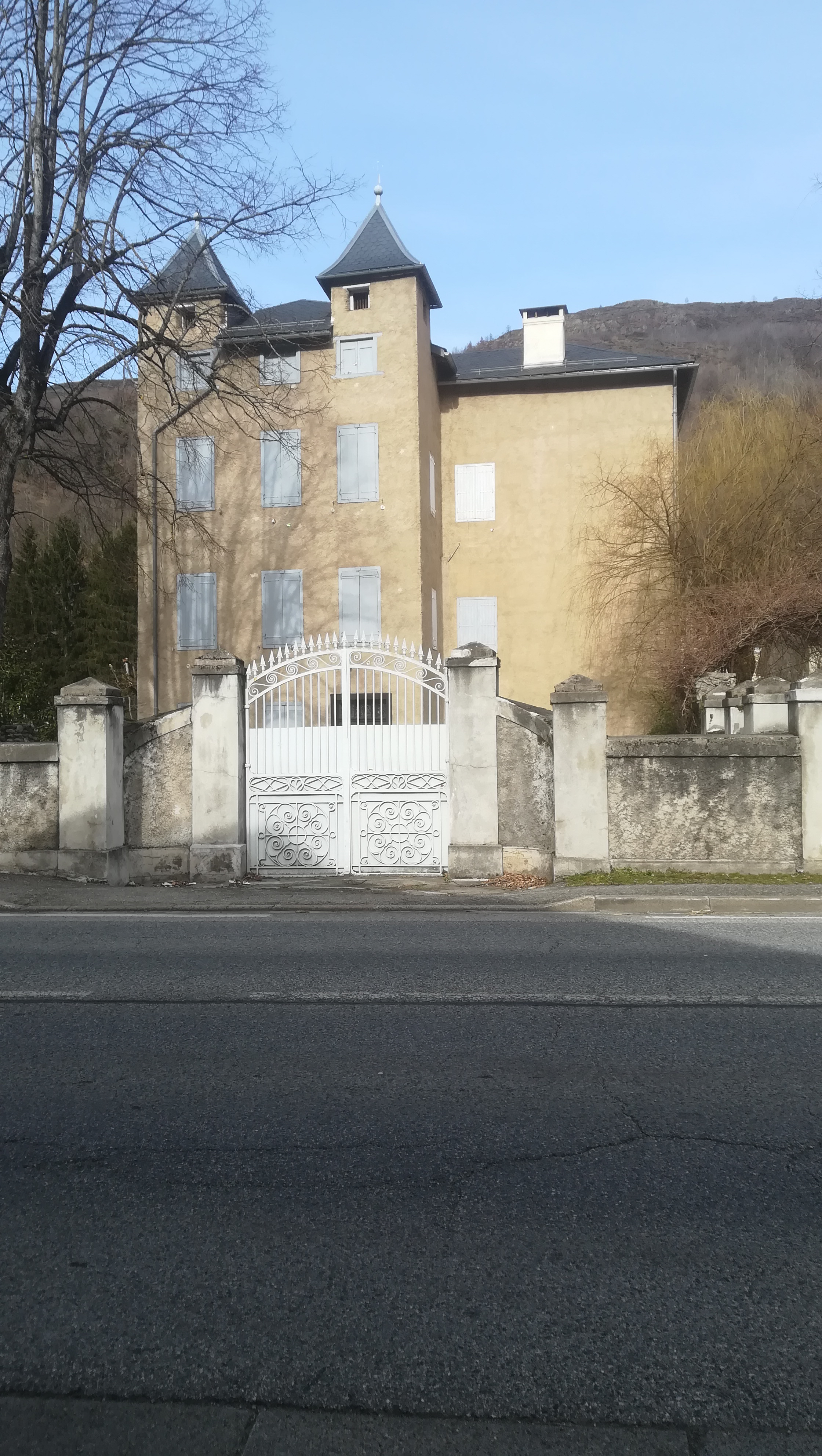
Le château de Savignac-les-Ormeaux.

- Le rameau Fornier de Savignac est issu de  Hiérosme Fornier, procureur du roi à Ax et seigneur de Savignac[1],[2].

Hierosme Fornier acheta le 19 février 1604 pour la somme de 270 livres tous les droits de la seigneurie de Sorgeat que Corbayran de Miglos, coseigneur de Sorgeat, vend (à pacte de rachat à un an). Le domaine de Sorgeat passa au XVIIe siècle à la famille de Labat, puis du XVIIIe siècle au XIXe siècle à la famille Fornier de Savignac. À ce rameau appartient Jean-Pierre Fornier de Savignac (1764-1837), député de l'Ariège en 1815 sous la Restauration,. Gustave Chaix d'Est-Ange indique que ce rameau n’est pas titré.
- Le rameau Fornier de Clauselles est issu de sire Guillaume Fornier, bourgeois d'Ax, qui testa en 1585[1],[2].

Plusieurs de ses membres participent aux assemblées de la noblesse tenues à Pamiers en 1789 lors des États Généraux. Jean-François Fornier de Clauselles (1763-1843), maire d'Ax-les-Thermes, puis de Foix, député et conseiller général de l’Ariège sous la Restauration reçut par lettres patentes du 15 avril 1829 le titre héréditaire de vicomte transmissible à son neveu Joseph Gaspard Fornier de Clauselles de Bourges, constructeur du château de Bagens. Celui-ci meurt en 1877, ne laissant que deux filles,. Ce rameau est éteint.

## Alliances
Les principales alliances de la famille Fornier sont : de Luppé, de Pretianne-Fonfrede, de Thonel d'Orgeix (vers 1680 et 1761), de Bourges, de Montault-Miglos (1808), de Lestang, Marcailhou d'Aymeric, de Bonvers (1830), de Lafue de Marignac (1855), de Suffren (1878 et 1880), du Périer, de Plaisance (1933), de Cominihan, de Roquefort (1560), de Cabarrus (1846), de Marcailhou d'Aymeric, de Vasserot.

## Armes

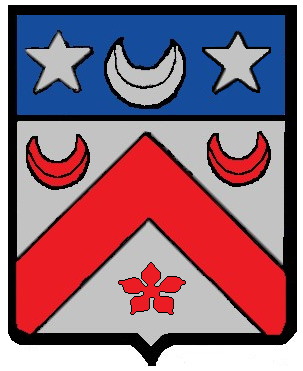
Armes

- D'argent à un chevron de gueules, accompagné en chef de deux croissants de même et en pointe d'une quinte feuille aussi de gueules ; au chef d'azur, chargé d'un croissant d'argent, accosté de deux étoiles de même[1]

## Demeures
- Château de Bagens commandité en 1852 par le vicomte Gaspard Fornier de Clauselles et construit jusqu'en 1870